# Edith Nourse Rogers

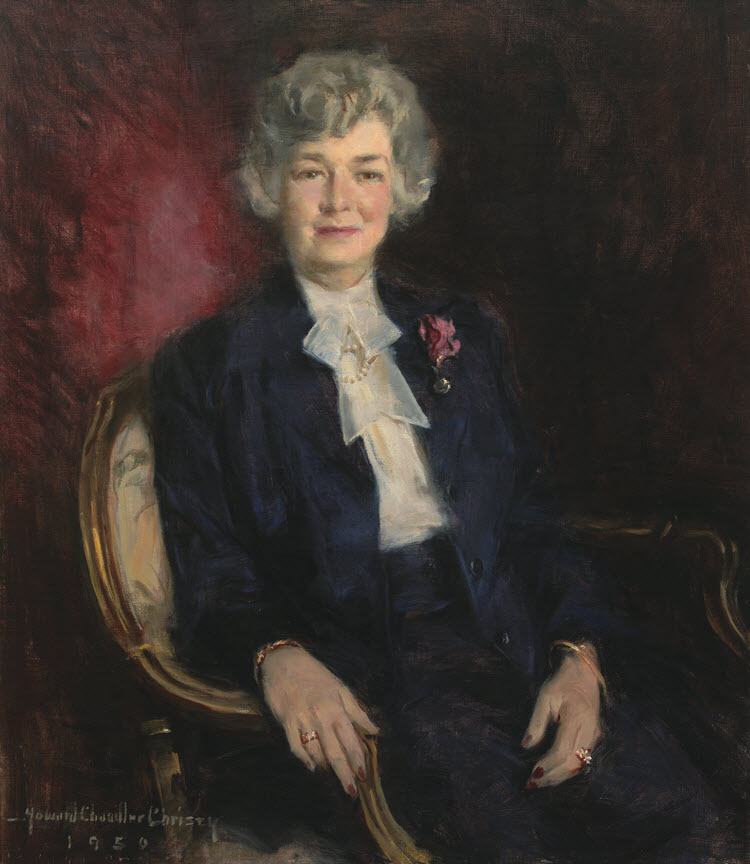
Edith Nourse Rogers

Edith Nourse Rogers (* 19. März 1881 in Saco, Maine; † 10. September 1960 in Boston, Massachusetts) war eine US-amerikanische Politikerin. Zwischen 1925 und 1960 vertrat sie den Bundesstaat Massachusetts im US-Repräsentantenhaus.

## Werdegang
Edith Nourse, so ihr Geburtsname, besuchte die Rogers Hall School in Lowell und danach die Madame Julien’s School in der französischen Hauptstadt Paris. Zwischen 1917 und 1922 arbeitete sie im Freiwilligendienst für das Amerikanische Rote Kreuz. In den Jahren 1922 und 1923 war sie Inspektorin von Krankenhäusern für Kriegsveteranen. Außerdem war sie Kuratoriumsvorsitzende der Rogers Hall School.
Seit 1907 war sie mit dem späteren Kongressabgeordneten John Jacob Rogers verheiratet. Nach dessen Tod wurde sie als Kandidatin der Republikanischen Partei bei der fälligen Nachwahl für den fünften Sitz von Massachusetts als dessen Nachfolgerin in das US-Repräsentantenhaus in Washington, D.C. gewählt, wo sie am 30. Juni 1925 ihr neues Mandat antrat. Nach 16 Wiederwahlen konnte sie bis zu ihrem Tod am 10. September 1960 im Kongress verbleiben. Sie war eine der ersten Frauen im Kongress und die erste Frau aus Massachusetts. Bis heute hält sie den Amtszeitrekord der weiblichen Kongressabgeordneten. Zwischen 1947 und 1955 war sie Vorsitzende des Veteranenausschusses. Während ihrer Zeit im Kongress wurden dort seit 1933 die New-Deal-Gesetze der Bundesregierung unter Präsident Franklin D. Roosevelt verabschiedet. Seit 1941 war auch die Arbeit des Kongresses von den Ereignissen des Zweiten Weltkrieges und dessen Folgen geprägt. Danach erlebte sie im Kongress den Beginn des Kalten Krieges, den Koreakrieg und innenpolitisch die Bürgerrechtsbewegung.
Rogers setzte sich unter anderem für Veteranenangelegenheiten ein. Sie war auch an der Ausarbeitung der 1944 verabschiedeten sogenannten G. I. Bill of Rights beteiligt, die den aus dem Krieg heimkehrenden Soldaten finanzielle Hilfe und Ausbildungsmöglichkeiten anbot. Edith Rogers war im Jahr 1942 auch an der Gründung des Women’s Army Auxilary Corps (WAAC) beteiligt. Im Jahr 1943 unterstützte sie auch die Gründung des Women’s Army Corps (WAC), durch das Frauen in bestimmten Bereichen den Militärdienst aufnehmen konnten. Während des Kalten Krieges unterstützte sie sowohl das Komitee für unamerikanische Umtriebe des Repräsentantenhauses als auch US-Senator Joseph McCarthy.
Bis sie 2018 von Marcy Kaptur übertroffen wurde, war sie das am längsten dienende weibliche Mitglied des Repräsentantenhauses.
Edith Rogers starb am 10. September 1960 in Boston, mitten im Wahlkampf für eine erneute Wiederwahl. Sie wurde an der Seite ihres Mannes in Lowell beigesetzt.